# Melankolic
Melankolic est le nom du label créé par 3D, l'un des membres du groupe musical Massive Attack, son but était de promouvoir des artistes du mouvement trip hop.
Ce label a depuis fermé ses portes, malgré les qualités des artistes qui figuraient à son catalogue.
Ce label a édité des artistes tels que :
- Horace Andy
- Alpha
- Craig Armstrong
- Lewis Parker
- Day One